# A/UX
A/UX（取自Apple Unix）是蘋果電腦（Apple Computer）公司所開發的UNIX作業系統，此作業系統可以在該公司的一些麥金塔電腦（Macintosh）上執行，最末（或說最新）的一套A/UX是在Macintosh II、Quadra及Centris等系列的電腦上執行。A/UX於1988年首次發表，最終的版本為3.1.1版，於1995年發表。A/UX至少需要一顆具有浮點運算單元及分頁式的記憶體管理單元（Paged Memory Management Unit，PMMU）的68k處理器才能執行。

## 簡介
A/UX是以System V 2.2版為基礎所發展，並且也使用System V 3（簡稱：SysV 3）、System V 4、BSD 4.2、BSD 4.3等的傳統特色，它也遵循POSIX規範及SVID規範，不過遵循標準版本就難以支援最新的資訊技術，因此在之後的第二版便開始加入TCP/IP網路功能。有傳言表示有一個後續版本是以OSF/1為主要的程式碼基礎，但卻從未公開發表過，無法证實此版本是否真存在過。
從A/UX 3.x開始有圖像化的使用者介面（GUI），如親和的访达視窗、選單、控制等。A/UX的Finder與麥金塔的System 7 Finder並非是同一個程式，不過有採行一個特有版本的圖像使用者介面，是以UNIX程序的方式來執行，且是為了與UNIX核心及檔案系統互動而設計。A/UX 3.x也有一個命列殼層（CommandShell）的終端程式，以此提供命令列介面（CLI）來操控其下的UNIX系統，這些功能特點在執行Mac OS Finder的麥金塔電腦上都不具備。此外有一個X Window服務應用程式（叫做MacX）及一個終端程式，可作為系統核心與X Window應用程式間的一個介面，讓Finder可直接執行X Window應用程式，或者使用者也可以選擇改用一套完整的X11R4而不使用Finder。
另外還有一個相容層（compatibility layer），讓A/UX可以執行麥金塔System 7.0.1的應用程式、UNIX的應用程式、以及「混血型」的應用程式。混血型應用程式既可以使用麥金塔的系統功能也能使用UNIX的系統功能，舉例而言：一個麥金塔應用程式可以呼叫UNIX的系統功能，或一個UNIX應用程式可以呼叫麥金塔的工具箱（Macintosh Toolbox），如QuickDraw功能。相容層使用一些既有的工具箱功能，這些功能位在電腦的ROM記憶體中，同時其他功能呼叫也會被翻譯、轉化成原生（native）的UNIX系統呼叫。
再者，A/UX有一套名為「Commando」的公用程式（近似於相同名稱的一套工具：MPW）可協助使用者輸入UNIX命令。從Finder中開啟一個UNIX的執行檔將會開啟一個對話方塊（dialog box），然後讓使用者用標準的操作控制方式來選擇命令列程式的相關選項，如單選鈕（radio button）、多選鈕（check box）等，並且會顯示命命列可用的參數（parameter或argument），之後才正式執行命令或程式，這個特色功能對UNIX的新學者而言可大幅降低學習難度、學習曲線，並且也能減少使用者對UNIX手冊的倚賴度。
很不幸的，對蘋果電腦及A/UX的用戶而言，利基（niche）式的UNIX是昂貴的業務（以1990年代初期來說）。蘋果電腦從未將A/UX轉寫（ported）到PowerMac上（傳言中有改採OSF/1作法的A/UX 4.0），之後蘋果電腦於1996年將其整個捨棄，並在1990年代中期傾向以IBM的AIX進行小幅修改而成為蘋果網路伺服器（Apple Network Server）。之後Steve Jobs重回蘋果電腦，開發出另一套類UNIX的作業系統：Mac OS X，不過Max OS X與A/UX間僅有極少的共通點，取而代之的是以NeXTSTEP作業系統為基礎所發展成。
A/UX使用者、用戶有一個多數A/UX應用程式的集中來源，即是在美國太空總署（NASA）有一部叫「Jagubox」的伺服器裡頭，這部伺服器的管理者是Jim Jagielski，他同時也是A/UX常見問答集的編輯，儘管Jagebox已經停機，但有些鏡像網站依然在持續維護，除了少數獨立的伺服器仍在運作外，A/UX實際上已經絕版了，該考慮推出其「abandonware，懷舊典藏的復刻、翻版體」了。

## 外部連結
- 官方的A/UX常見問答集（页面存档备份，存于）
- 非官方的A/UX常見問答集 - 從1988年官方版更新而來
- A/UX @ dmoz.org
- A/UX Penelope（页面存档备份，存于） – 一些A/UX安裝上的抓圖與安全上的指導
- The Unix for the rest of us? – 一般概要及主要特點的抓圖